# Emily Atack
Emily Jane Atack (Luton, Bedfordshire; 18 de diciembre de 1989) es una actriz británica. Es más conocida por  su papel de Charlotte Hinchcliffe en la serie de comedia de E4, The Inbetweeners.

## Primeros años
Emily Jane Atack nació el 18 de diciembre de 1989 en Luton, Bedfordshire, hija de la actriz Kate Robbins y el músico Keith Atack (anteriormente de la banda de pop Child). Es sobrina  del actor Simon Shelton.

## Carrera
Atack ha protagonizado películas como la nueva versión de Dad's Army junto con Catherine Zeta-Jones y Bill Nighy. Protagonizó junto con Harvey Keitel y Gabriel Byrne la película británica Mentiras Que Decimos. También ha protagonizado en programas de televisión como Rock & Chips (BBC), Little Crackers (Sky1), I'm a Celebrity...Get Me Out of Here! (ITV), The Keith Lemon Sketch Show (ITV2) y Tracey Ullman Show (BBC).
Atack fue concursante en El desafío bajo cero en 2010. La asociaron con el patinador de hielo profesional Fred Palascak; fueron eliminados en la octava semana. En 2011, Atack presentó un estilizado anuncio de servicio público titulado Ready, Steady, Drink, mostrando los peligros de beber alcohol.
El 12 de noviembre de 2018, Atack fue confirmada para participar en la serie de ese año de I'm a Celebrity...Get Me Out of Here! Ella finalmente terminó en segundo lugar después de Harry Redknapp.

## Filmografía

### Cine
| Año  | Título                    | Papel   |
| ---- | ------------------------- | ------- |
| 2011 | Outside Bet               | Katie   |
| 2013 | Get Lucky                 | Bridget |
| 2014 | Almost Married            | Lydia   |
| 2014 | Unforgivable              | Kirsty  |
| 2015 | The Hoarder               | Molly   |
| 2016 | Dad's Army                | Daphne  |
| 2016 | Broken Glass              | Marie   |
| 2016 | Ibiza Undead              | Liz     |
| 2016 | The Tourist               | Colleen |
| 2016 | Felo De Se                | Carly   |
| 2016 | Iron Sky: The Coming Race | Tyler   |
| 2018 | Lies We Tell              | Tracey  |
| 2019 | Dark Cloud                | Aida    |

### Televisión
| Año       | Título                                | Rol                         | Notas                                                                 |
| --------- | ------------------------------------- | --------------------------- | --------------------------------------------------------------------- |
| 2007      | Blue Murder                           | Kelly Lang                  | Episode: "Not a Matter of Life and Death"                             |
| 2008      | Heartbeat                             | Cathy Dee                   | Episodio: "You Never Can Tell"                                        |
| 2009      | Victoria Wood's Mid Life Christmas]   | Cranchesterford adolescente |                                                                       |
| 2010      | Rock & Chips                          | Marion                      | Episodio: "Pilot"                                                     |
| 2008–2010 | The Inbetweeners                      | Charlotte Hinchcliffe       | Rol recurrente                                                        |
| 2010      | Little Crackers                       | Charlie                     | Episodio: "Julia Davis's Little Cracker: The Kiss"                    |
| 2010      | Dancing on Ice                        | Ella misma                  |                                                                       |
| 2010      | Big Brother's Little Brother          | Ella misma                  |                                                                       |
| 2011      | Ready, Steady, Drink                  | Como presentadora           |                                                                       |
| 2012      | Britain Unzipped                      | Invitada                    |                                                                       |
| 2012      | Celebrity Juice                       | Invitada                    |                                                                       |
| 2012      | Me and Mrs Jones                      | Frosty Girl                 | Episodio 1.1                                                          |
| 2012      | Lemon La Vida Loca                    | Ella misma                  | Episodio: "Christmas Special: Merry Keithmas - Part One"              |
| 2012      | Sunday Brunch                         | Invitada                    |                                                                       |
| 2014      | The Feeling Nuts Comedy Night         | Ella misma                  |                                                                       |
| 2015–2016 | The Keith Lemon Sketch Show           | Varios                      |                                                                       |
| 2016–2017 | Tracey Ullman's Show                  | Varios                      |                                                                       |
| 2017      | Father Brown                          | Fifi Caviara                | Episodio 5.8 "The Crimson Feather"                                    |
| 2017      | The Keith & Paddy Picture Show        | Ella misma/fantasma         | Episodio 1.2 "Ghostbusters"                                           |
| 2017      | Birds of a Feather                    | Jodie                       | ITV Series 3 2017 Especial de Navidad "The House For The Rising Sons" |
| 2018      | I'm a Celebrity...Get Me Out of Here! | Ella misma                  | Series 18, runner-up                                                  |
| 2019      | Almost Never                          | Meg                         | Madre de Harry y Oakley en The Wonderland                             |